# Simfonia núm. 4 (Enescu)
La Simfonia núm. 4 en mi menor és una composició orquestral del compositor romanès George Enescu, deixada incompleta a la seva mort, però acabada l'any 1996 per Pascal Bentoiu..

## Història
Enescu va començar a dibuixar la seva Quarta Simfonia el 1928, però no hi va tornar de debò fins que va acabar l'orquestració de la seva òpera Œdipe el 1931. Malgrat dedicar-se a la simfonia des de 1932, va aturar la seva feina al desembre de 1934 després de completar un esborrany i fer una orquestració parcial. Va reprendre breument la tasca a la primavera de 1939, però va quedar sense acabar a causa de la seva mort.
Enescu va fer dos esborranys orquestrats del primer moviment. El primer no té data, mentre que el segon, amb data del 20 d'octubre de 1934, o possiblement el 20 de desembre segons Malcolm, també continua l'orquestració en el segon moviment, estenent-se al voltant del primer quart d'aquest. Després d'haver completat la Cinquena Simfonia d'Enescu el 1995, Pascal Bentoiu també es va comprometre a completar la Quarta, i aquesta versió va ser estrenada a Bucarest el 2 d'octubre de 1997 per Cristian Mondeal dirigint l' Orquestra Filharmònica George Enescu. L'estrena al Regne Unit es va fer a Londres el 29 d'abril de 2017 per Samuel Draper dirigint l'Orquestra Simfònica Oberon.

## Anàlisi
La simfonia té tres moviments, que es toquen sense pauses entremig:
- Allegro apassionato
- Un poco andante, marziale
- Allegro vivace – non troppo

El primer moviment és en forma sonata-allegro, amb l'exposició que presenta la matèria excepcionalment econòmica (només cinc o sis elements melòdics) que representarà pràcticament tota la música de la simfonia. El tema cíclic principal, que es repetirà en cada moviment al mateix to i en el mateix instrument, apareix per primera vegada a la trompeta a l'assaig número 21. La secció de desenvolupament és relativament curta, però això es compensarà amb un desenvolupament més extens al final. La recapitulació torna als dos temes principals en ordre invers. El segon tema, presentat originàriament per la flauta solista, torna amb un toc de color orquestral, mentre que el primer grup temàtic està representat principalment pel que en principi era una idea de pont. Aquest primer moviment, tot i que completat per Enescu, no es pot considerar per si sol, ni el compositor el va concebre com a tal. Fins i tot en la seva forma inacabada, el segon moviment (Un poco andante, marziale) segueix sense interrupció i representa, en el seu caràcter temàtic, una continuació del moviment inicial.
El segon moviment desenvolupa encara més els dos grups temàtics del primer moviment, en un caràcter de marxa que es construeix de manera constant fins al clímax a l'assaig número 49 i després disminueix a un xiuxiueig en un quartet de corda en solitari, especificat pel compositor a la partitura en un curt esbós. El moviment acaba de manera inconcloent, amb un trèmolo a les cordes, els plats i l'arpa que condueix directament al final.
El final és difícil d'assignar a una forma definida. Tot i que hi ha passatges amb aspectes expositius i de desenvolupament, la seva funció global és la recapitulació de tot el material dels dos moviments anteriors. Passat un cert moment, Enescu centra la seva atenció a trencar els ritmes dins de la mètrica 3/4, primer en dos, després quatre, cinc, nou i desenes, a més de superposar-los fins que finalment el ritme ternari subjacent es trenca i es transforma en una mètrica binària.

## Discografia
- George Enescu: Simfonia núm. 4; Simfonia núm. 5. Orquestra Naţională Radio, Corneliu Dumbrăveanu, cond. (Quarta Simfonia, gravada als estudis de la Ràdio Romanesa, Bucarest, 1998); Florin Diaconescu, tenor; Orquestra Naţională Radio, Corul de femei Radio (Aurel Grigoraş, mestre de cor); Horia Andreescu, dtor. (Cinquena Simfonia, gravada als estudis de la Ràdio Romanesa, Bucarest, 1996). Gravació de CD, 1 disc: analògic, 12 cm, estèreo. Casa Radio: Mestre 090. Bucarest: Societatea Română de Radiodifuziuni, 2003. Reeditat juntament amb un segon disc que conté Enescu: Simfonia núm. 3 i Isis (poema simfònic). Orquestra Naţională Radio, Corul de femei Radio (Aurel Grigoraş, mestre de cor); Horia Andreescu, dtor. (Tercera Simfonia, gravada als estudis de la Ràdio Romanesa, Bucarest, 1994); Camil Marinescu, dtor. (Isis, gravat als estudis de la Ràdio Romanesa, Bucarest, 1998). Gravació de CD, 2 discos: digital, 12 cm, estèreo. Casa Ràdio 443 ECR. Bucarest: Radio România, 2017.
- George Enescu: Simfonia núm. 4; Simfonia de cambra, op. 33; Nuages d'automne sur les forests . NDR Radiophilharmonie, Peter Ruzicka, dtor. Gravació de CD, 1 disc: digital, 12 cm, estèreo. CPO 777 966-2. Osnabrück: Classic Produktion Osnabrück, 2015.